# Festival de Saint-Sébastien 2006
Le festival international du film de Saint-Sébastien 2006, 54e édition du festival (54 Festival de San Sebastián ou 54 Donostiako Zinemaldia), s'est tenu du 21 au 30 septembre 2006. Le meilleur niveau moyen des films présentés dans la sélection officielle a eu pour effet un bilan positif de cette édition, contrairement aux critiques reçues lors de l'édition précédente, ce qui a permis une couverture médiatique plus étendue, processus qui culminera avec l'édition suivante.

## Jurys

### Jury de la sélection officielle
- Jeanne Moreau, actrice (présidente, France).
- Bruno Barreto, réalisateur (Brésil).
- Isabel Coixet, réalisateur (Espagne).
- Sara Driver, réalisatrice (États-Unis).
- Bruno Ganz, acteur (Suisse).
- Manuel Gómez Pereira, réalisateur (Espagne).
- José Saramago, écrivain (Portugal).

### Jury du prix Altadis - Nouveaux réalisateurs
- Patricia Reyes Spíndola, réalisatrice (Mexique), présidente du jury.
- Gilbert Adair, romancier, poète, scénariste et critique de cinéma
- Carlos Losilla, essayiste, critique cinéma et littéraire et universitaire (Espagne).
- Susana de Moraes, réalisatrice, productrice et actrice (Brésil).
- Per Nielsen, producteur (Danemark).
- Martine Offroy, journaliste (France).
- Kirmen Uribe, écrivain (Espagne).

Le même jury a décerné le prix Montblanc des nouveaux scénaristes.

### Jury du prix Horizon
- Román Chalbaud, auteur et directeur de théâtre (Venezuela), président du jury.
- Lola Millás, Directeur de la Filmothèque du Ministère de affaires extérieures et de la coopération (Espagne).
- Jorge Ruffinelli, critique de cinéma (Uruguay).

## Films

### Sélection officielle

#### En compétition
- El camino de San Diego, de Carlos Sorín (Argentine)
- Copying Beethoven, de Agnieszka Holland (États-Unis/Royaume-Uni/Hongrie)
- Delirious, de Tom DiCillo (États-Unis)
- Forever, de Heddy Honigmann (Pays-Bas)
- Ghosts, de Nick Broomfield (Grande Bretagne)
- Hana, de Hirokazu Kore-eda (Japon)
- Border post (en), de Rajko Grlić (Croatie/Bosnie Bosnie-Herzégovine/Slovénie/République de Macédoine/Serbie/Grande Bretagne/Autriche/Hongrie/France)
- Ce que je sais de Lola, de Javier Rebollo (es) (Espagne/France)
- Mon fils à moi, de Martial Fougeron (France)
- Demi-lune, de Bahman Ghobadi (Iran/Irak/Autriche/France)
- Le Vieux Jardin, de Im Sang-soo (Corée du Sud)
- Si le vent soulève les sables, de Marion Hänsel (Belgique/France)
- Juste une fois !, de Bobcat Goldthwait (États-Unis)
- The Tiger's Tail, de John Boorman (Grande Bretagne/Irlande)
- Vete de mí, de Víctor García León (Espagne)
- Las vidas de Celia (es), de Antonio Chavarrías (es) (Espagne/Mexique)

#### Hors compétition
- Ghosts, de Nick Broomfield (Royaume-Uni). Inauguration.
- Le Direktør, de Lars von Trier (Danemark/Suède/France)
- Más allá del espejo, de Joaquín Jordá (Espagne)
- Cœurs perdus, de Todd Robinson (États-Unis). Clôture.

### Zabaltegi
- 53 días de invierno (es), de Judith Colell (Espagne)
- Ang daan patungong kalimugtong, de Mes de Guzman (Philippines)
- Children, de Ragnar Bragason (Islande)
- The Backwoods, de Koldo Serra (Espagne/Grande-Bretagne/France)
- Cashback, de Sean Ellis (Grande Bretagne)
- La distancia, de Iñaki Dorronsoro (Espagne)
- Emma’s bliss, de Sven Taddicken (Allemagne)
- Fair play, de Lionel Bailliu (France/Belgique/République Tchèque)
- Familia Tortuga, de Rubén Imaz Castro (Mexique)
- The Art of Crying, de Peter Schønau Fog (Danemark)
- Kutsidazu Bidea, Ixabel, de Fernando Bernués et Mireia Gabilondo (Espagne)
- Singapore dreaming (en), de Yen Yen Woo et Colin Goh (en) (Singapour)
- One foot off the ground, de Chen Daming (Chine)
- Proibido proibir, de Jorge Durán (Brésil)
- The Sensation of Sight (en), de Aaron J. Wiederspahn (États-Unis)
- Sønner, de Erik Richter Strand (Norvège)
- Vísperas, de Daniela Goggi (Argentine)
- Wir werden uns wiederseh'n, de Oliver Paulus et Stefan Hillebrand (de) (Suisse)

#### Zabaltegi-Perlas
- Babel, de Alejandro González Iñárritu (États-Unis)
- Bamako, de Abderrahmane Sissako (France/Mali/États-Unis)
- Belle toujours, de Manoel de Oliveira (Portugal)
- Buenos Aires 1977, de Israel Adrián Caetano (Argentine)
- Les Fils de l'homme (Children of Men), de Alfonso Cuarón (Grande Bretagne/États-Unis)
- Little Miss Sunshine, de Jonathan Dayton et Valerie Faris (États-Unis)
- Neil Young/Heart of gold, de Jonathan Demme (États-Unis)
- Paris, je t'aime, de Varios Directores (France)
- Dixie Chicks: Shut Up and Sing (en), de Barbara Kopple et Cecilia Peck (en) (États-Unis)
- Vitus, de Fredi M. Murer (Suisse)
- Le Diable s'habille en Prada, de David Frankel (États-Unis).

#### Zabaltegi-spéciales
- Agian, de Arkaitz Basterra Zalbide (Espagne)
- Nomadak TX, de Harkaitz Martinez et Igor Otxoa (Espagne)
- Noticias de una guerra (es), de Eterio Ortega (es) (Espagne)
- El productor, de Fernando Méndez Leite (es) (Espagne)
- La silla de Fernando (es), de David Trueba et Luis Alegre (es) (Espagne)
- Hécuba, un sueño de pasión, de José Luis López-Linares et Arantxa Aguirre (Espagne)

### Horizons latinos

#### Sélection Horizons
- Os 12 trabalhos, de Ricardo Elías (Brésil)
- Le Garde du corps, de Rodrigo Moreno (Argentine/Allemagne/France/Uruguay)
- Esas no son penas, d'Anahí Hoeneisen et Daniel Andrade (Équateur)
- Fuera del cielo, de Javier Patrón "Fox" (Mexique)
- Glue, de Alexis Dos Santos (Argentine/Grande Bretagne)
- Lo más bonito y mis mejores años, de Martín Boulocq (Bolivie/États-Unis)
- Meteoro, de Diego de la Texera (Brésil/Puerto Rico/Venezuela)
- Morirse en domingo, de Daniel Gruener (Mexique)
- La perrera, de Manuel Nieto (Uruguay/Argentine/Canada/Espagne)
- La punta del diablo, de Marcelo Paván (Argentine/Venezuela/Uruguay)
- Rabia, d'Oscar Cárdenas Navarro (Chili)
- El rey de San Gregorio, d'Alfonso Gazitúa Gaete (Chili/Suisse)
- Dancing in utopia, de Marcelo Santiago (Brésil/Portugal)
- Suspiros del corazón, d'Enrique Gabriel (Espagne/Argentine)
- El telón de azúcar, de Camila Guzmán Urzúa (France/Cuba/Espagne)
- El violín, de Francisco Vargas Quevedo (Mexique)

##### Hors compétition
- El Caracazo, de Román Chalbaud (Venezuela)

#### Cinéma en devenir
- A casa de Alice, de Chico Teixeira (Brésil)
- El cielo elegido, de Víctor González (Argentine)
- Fiestapatria (es), de Luis R. Vera (Chili)
- Una novia errante, de Ana Katz (Argentine)
- Párpados azules (es), de Ernestro Contreras (Mexique)
- A Via Lactea, de Lina Chamie (Brésil)

#### Made in Spain
- Los 2 lados de la cama, de Emilio Martínez-Lázaro
- Los aires difíciles, de Gerardo Herrero
- AzulOscuroCasiNegro, de Daniel Sánchez Arévalo
- Bienvenido a casa, de David Trueba
- La buena voz, de Antonio Cuadri (es)
- Cuadernos de contabilidad de Manolo Millares, de Juan Millares Alonso
- La dama boba, de Manuel Iborra
- Jours d'août, de Marc Recha
- Estrellas de la línea, de Chema Rodríguez (en)
- Honor de cavallería, de Albert Serra
- Calle Silencio, de Juan Miguel Gutiérrez
- La Légende du temps (La leyenda del tiempo), d'Isaki Lacuesta
- Los managers (es), de Fernando Guillén
- Pobladores, de Manuel García Serrano
- Remake, de Roger Gual (es) (Espagne/Argentine)
- Segundo asalto de Daniel Cebrián
- La silla de Julio D. Wallovits
- Tirant le Blanc de Vicente Aranda (Espagne/Grande Bretagne)
- El triunfo de Mireia Ros
- Veinte años no es nada (es) de Joaquín Jordá
- La vida secreta de las palabras d'Isabel Coixet
- Volver de Pedro Almodóvar
- La Zona, propriété privée de Rodrigo Plá
- Zulo de Carlos Martín Ferrero
- 20 ans de "Documents TV":

Bienvenido Mister Kaita d'Albert Albacete
Muerte de una puta de Harmonía Carmona

### Cinéma en mouvement

#### Projets
- Entre parenthèses de Hicham Falah et Mohamed Chrif Tribak (Maroc)
- Larmes d’argent de Mourad Boucif (Maroc/Belgique)
- Mascarades de Lyes Salem (France/Algérie)

#### Films en post-production
- L'Autre moitié du ciel de Kalthoum Bornaz (Tunisie)
- Ne reste dans l’Oued que ses galets de Jean-Pierre Lledo (France/Algérie)
- Vivantes de Saïd Ould-Khelifa (Algérie/France)

### Réunions du Vélodrome
- World Trade Center, de Oliver Stone (États-Unis)
- Click : Télécommandez votre vie, de Frank Coraci (États-Unis)
- Llach: la revolta permanent, de Lluís Danés (es) (Espagne)

## Palmarès

### Prix officiels
- Coquille d'or : Demi-lune, de Bahman Ghobadi et Mon fils à moi de Martial Fougeron.
- Prix spécial du jury : El camino de San Diego de Carlos Sorín
- Coquille d'Argent du meilleur réalisateur : Tom DiCillo pour Delirious
- Coquille d'Argent de la meilleure actrice : Nathalie Baye pour Mon fils à moi
- Coquille d'Argent du meilleur acteur : Juan Diego pour Vete de mí
- Prix du jury de la meilleure photographie : Nigel Bluck pour Demi-lune
- Prix du jury du meilleur scénario : Tom DiCillo pour Delirious

## Prix Donostia
- Max von Sydow
- Matt Dillon